# Eddie Higgins
Eddie Higgins (* als Edward Haydn Higgins am 21. Februar 1932 in Cambridge, Massachusetts; † 31. August 2009 in Fort Lauderdale, Florida) war ein US-amerikanischer Jazzpianist des Modern Jazz.

## Leben und Wirken
Als Kind bekam Eddie Higgins Klavierstunden von seiner Mutter und studierte dann Musik an der Universität. In den frühen 1950er Jahren arbeitete er in Chicagoer Clubs, wie im London House. In dieser Zeit hatte er auch eigene kleinere Formationen. 1956 arbeitete er bei Sandy Mosse, 1958 bei Cy Touff, 1960 bei Lee Morgan. 1962 begleitete er Wayne Shorter auf dessen frühen Album Wayning Moments.
Im Jahr 1966 gründete er das Plattenlabel Dunwhich Records. Bekannt wurde er vor allem als Solist; er nahm aber auch mehrere Alben mit eigenen Formationen auf, in denen u. a. Ray Drummond, Milt Hinton, Kevin Eubanks und Rufus Reid als Begleiter mitwirkten. Außerdem spielte Higgins mit Coleman Hawkins, Sonny Stitt und George Masso. In den 1990er Jahren begleitete er seine Frau, die Sängerin Meredith D’Ambrosio, auf mehreren Alben. Higgins lebte zuletzt in Fort Lauderdale, wo er Ende August 2009, 77-jährig, an Krebs starb.
Higgins’  Pianostil orientierte sich stark an Hank Jones. Sein später Musikstil entsprach eher Mainstream Jazz und bewegte sich zwischen Hardbop und Swing mit Bezügen zur brasilianischen Musik von Antônio Carlos Jobim.

## Auswahldiskographie
Als Leader
- 1986 – By Request (Solo Art) mit Milt Hinton, Bobby Rosengarden
- 1990 – Those Quiet Days (Sunnyside) mit Kevin Eubanks, Rufus Reid
- 1994 – Zoot’s Hymns (Sunnyside) mit John Doughten, Phil Flanigan, Danny Burger
- 1997 – Haunted Heart (Sunnyside) mit Ray Drummond, Ben Riley
- 1998 – Speaking Of Jobim (Sunnyside) mit Jay Leonhart, Terry Clarke
- 1999 – Time On My Hands (Arbors Records) solo

Als Sideman
- Meredith D’Ambrosio: Love Is Not A Game (Sunnyside, 1990); Shadowland (Sunnyside, 1992); Because Of Spring (Sunnyside, 1994)
- Chuck Hedges Just For Fun (Arbors Records)
- George Masso: The Wonderful World of George Gershwin (Nagel-Heyer, 1992)
- Lee Morgan: Indestructible Lee (Affinity, 1960)
- Sandy Mosse: Relaxin´ With Sandy Mosse (Argo/Fresh Sound, 1956)
- Wayne Shorter: Wayning Moments (Vee Jay, 1962)
- Sonny Stitt: Sonny’s Last Recordings (Kingdom Jazz, 1981)
- Cy Touff: Touff Assignment (Argo/Fresh Sound, 1958)